# Ligonipes similis
Ligonipes similis är en spindelart som först beskrevs av Johan Coenraad van Hasselt 1882.  Ligonipes similis ingår i släktet Ligonipes och familjen hoppspindlar. Inga underarter finns listade i Catalogue of Life.